# Arebius medius
Arebius medius är en mångfotingart som beskrevs av Chamberlin 1916. Arebius medius ingår i släktet Arebius och familjen stenkrypare. Inga underarter finns listade i Catalogue of Life.